# Азбестоцементний шифер

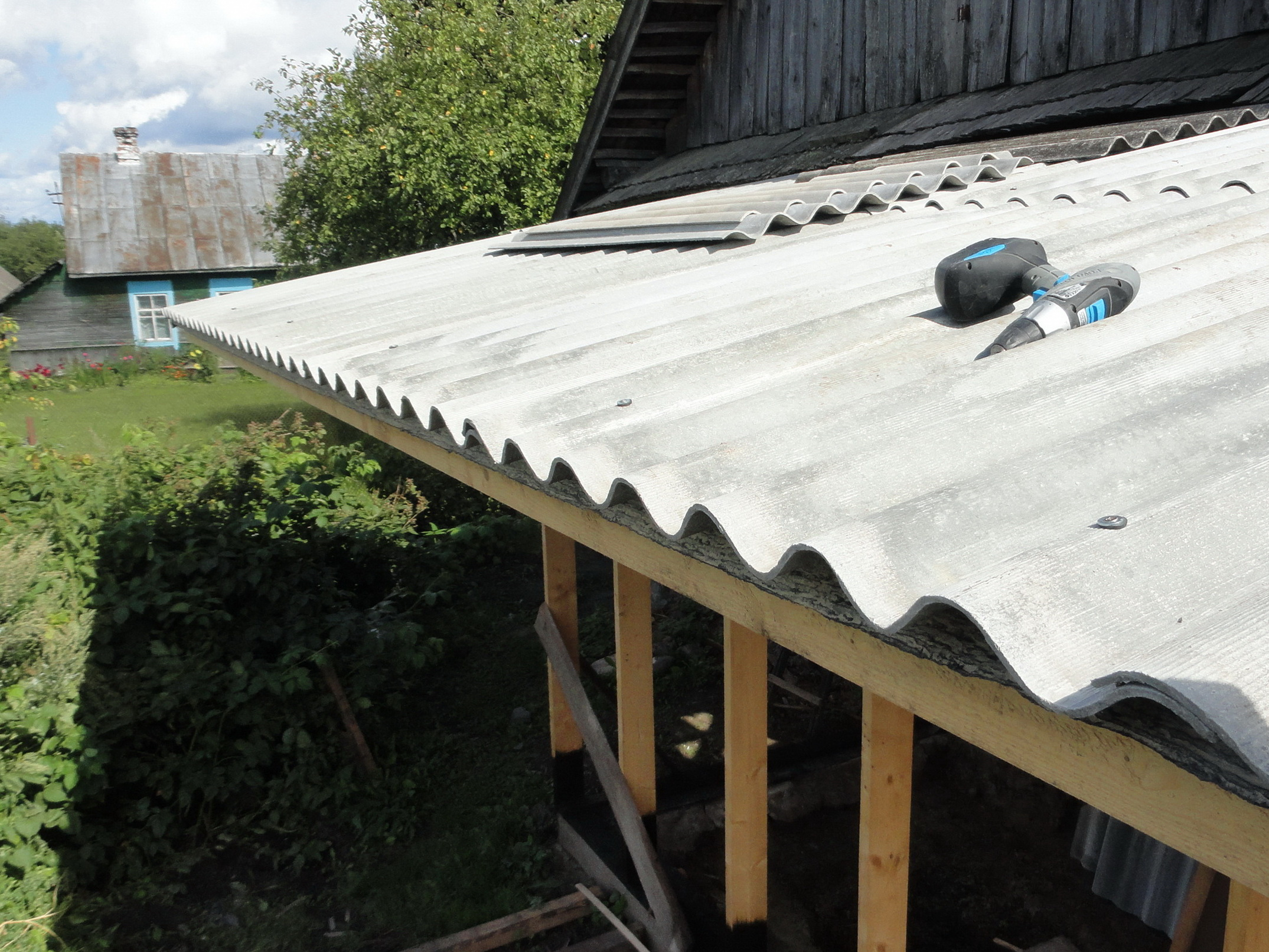
Покрівля з хвилястого азбестоцементного шиферу

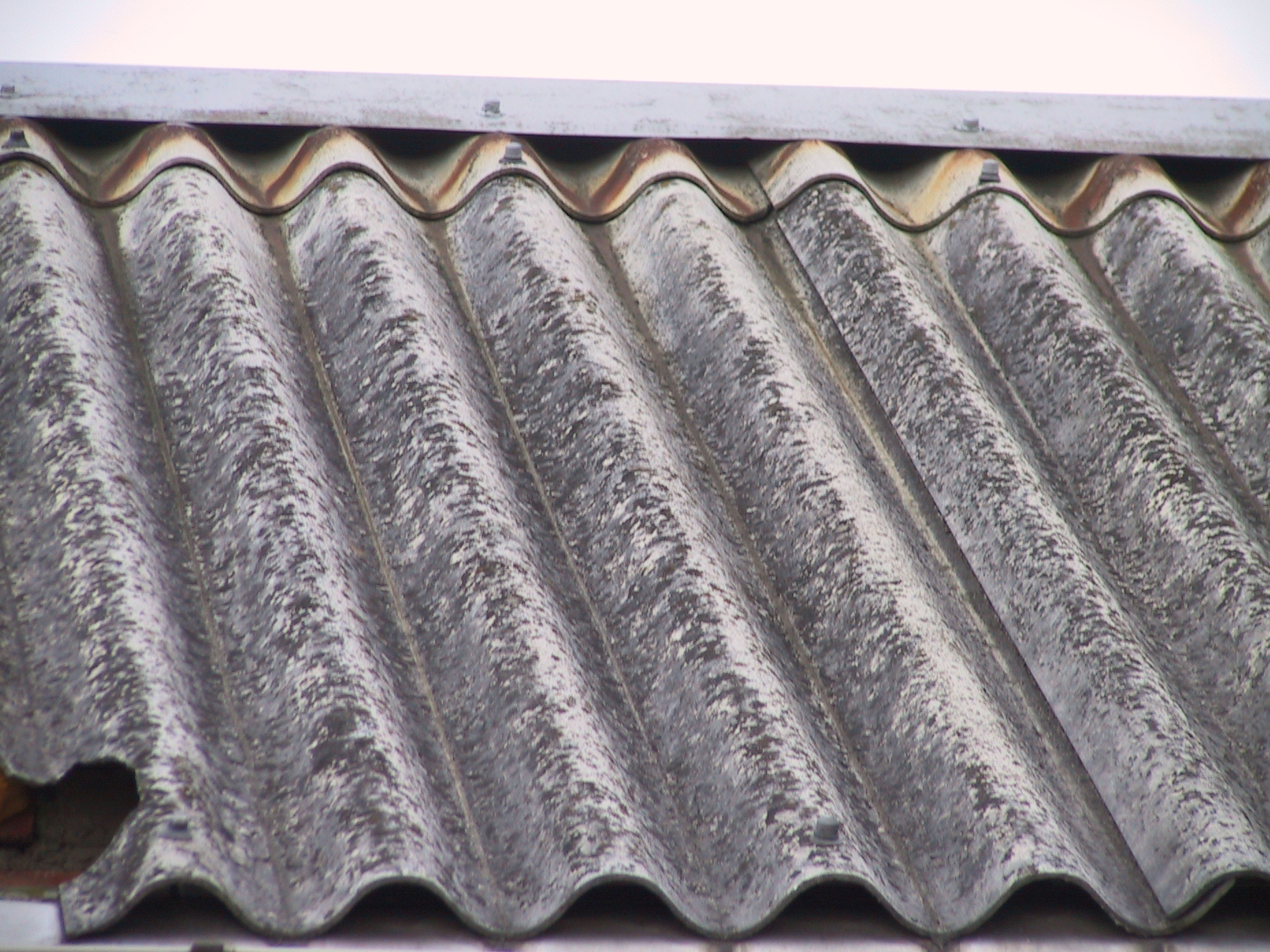
Вид даху, покритого хвилястим азбестоцементним шифером, після 30 років роботи без обслуговування

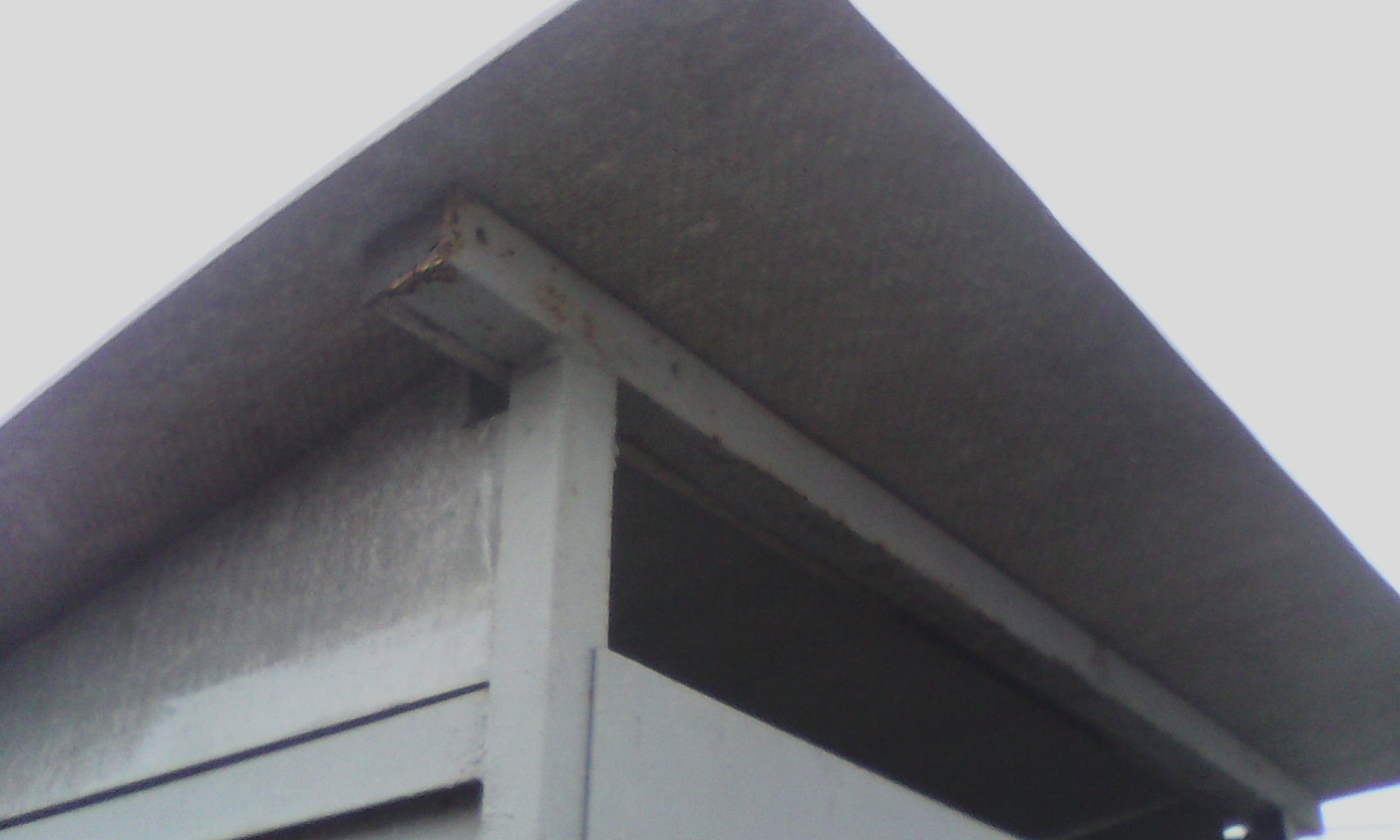
Плоский асбестоцементний шифер

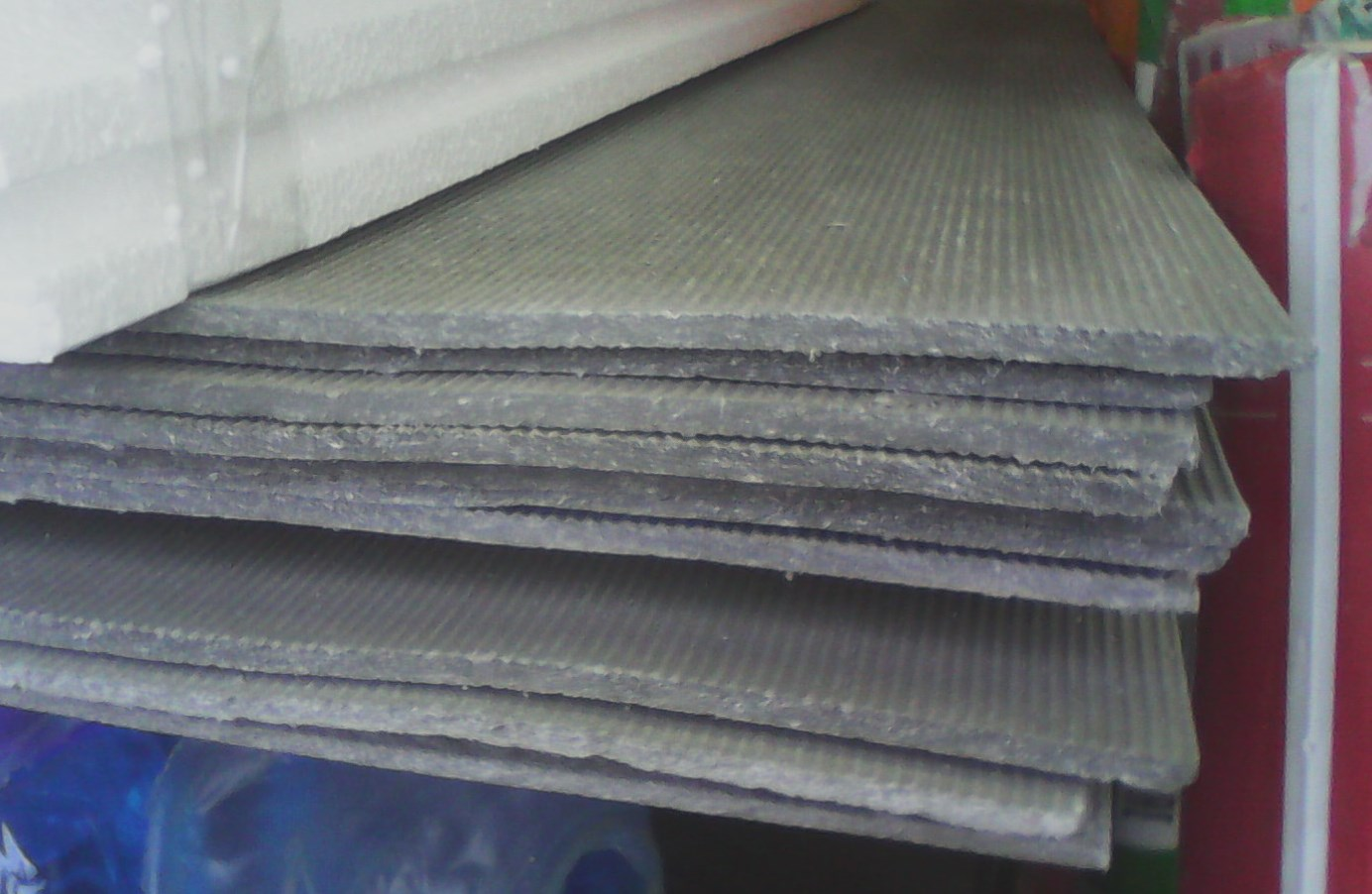
Плоский асбестоцементний шифер (листи) товщиною 6 мм

Азбестоцементний шифер (від нім. Schiefer - лупак) - покрівельний будівельний матеріал, що становить собою азбестоцементні листи плоскої і хвилястої форми.

## Історія-шифру і його винахідників

### У Європі
Італійські вироби з азбесту були виставлені в 1878 р. на Всесвітній виставці в Парижі.
У 1901 році чеський інженер Людвіг Гатчек винайшов і запатентував технологію виробництва листів з портландцементу, хризотила і води. Суть його винаходу була в тому, що він зміг армувати цемент волокнами азбесту, видобуток якого в промислових масштабах почався в Канаді в 1870-і роки . Були також відкриті великі запаси азбестової сировини в Родезії, Австралії та в Росії. Гатчек дав своєму матеріалу назву «етерніт» («вічний»).
Винахід забезпечив дешевшу заміну покрівельного покриття з природних сланців і швидко набув популярності в Європі.
У 1902 році Людвіг Гатчек виконав велике замовлення Австрійської залізниці, випустивши покриття для дахів вокзалів і депо. При цьому виробництво шиферу було поставлено на промислову основу і був відкритий завод в м Фёклабрук .
У 1903 році матеріал зацікавив французів, які викупили право на його виготовлення.
У 1905 р. було відкрито перший азбестовий млин «Feutres et Amiantes d'Auvelais» в Бельгії, де почалося виробництво азбестового текстилю.
У 1906 році розробку хрізотилцемента почали в Італії.
У 1910 році був побудований ще один завод в Чехії.
Зростання виробництва приводило до поступового зниження ціни матеріалу і розширювало його доступність.
У 1930 роки у французькій Нормандії був розміщений азбестовий текстильний завод англійської спільного підприємства «Turner & Newal», який спеціалізувався на виробництві гальмівних колодок і з'єднань для автомобілів (він досі існує під назвою «Valeo») .

## Розміри шиферу
- 5-хвильовий: довжина 1750 мм, ширина 980 мм, товщина 5,8 мм;
- 6-хвильовий: довжина 1750 мм, ширина 1125 мм, товщина 6 мм, 7,5 мм;
- 7-хвильовий: довжина 1750 мм, ширина 980 мм, товщина 5,2 мм, 5,8 мм;
- 8- хвильовий: довжина 1750 мм, ширина 1130 мм, товщина 5,2 мм, 5,8 мм[4].

## Переваги азбестоцементного шиферу
- Завдяки своїй твердості шифер зазвичай витримує вагу людини, на відміну від м'яких покрівельних матеріалів (наприклад, руберойду).
- Малий нагрів у сонячну погоду. Інші матеріали, наприклад металочерепиця та профнастили, можуть нагріватися дуже сильно.
- Довговічність, понад 30 років.
- Негорючий (клас НГ).
- Легко обробляється механічними інструментами.
- Не кородує, на відміну від металевих покриттів.
- Володіє хорошими електроізоляційними властивостями.
- Малошумний, на відміну від металевої покрівлі, під час дощу і граду.
- Дешевше більшості інших покрівельних матеріалів.
- Шиферну покрівлю можна лагодити, замінюючи окремі вийшлі з ладу листи новими.

## Недоліки-шиферу
- Наявність серед складових частин амфіболового азбесту, що є шкідливим для здоров'я людини. Зараз використовується тільки хризотиловий азбест, небезпека якого істотно менша.
- Згодом покривається водоростями та мохом. Цей недолік в наш час усувається проникальними ґрунтівними складами, попутно посилюючи вологостійкість і, як наслідок, довговічність покрівлі.
- Шифер важчий ніж багато інших покрівельних матеріалів. Установлення його на даху вручну вимагає фізичної сили (для довідки: маса восьмихвильового листа шиферу ТУ 5781-016-00281594-2007 1750×1130 за номінальної товщини 4,8 мм - 21,6 кг).
- Відносно крихкий, вимагає обережного поводження під час транспортування й установлення.
- Під час нагрівання у відкритому вогні розколюється на дрібні частини, може розкидати іскри горючих матеріалів, здатних за попадання на легкозаймисті поверхні викликати їх загоряння.